# Perniki
Perniki so naselje v Občini Gorje.